# Birra Peroni
Birra Peroni ist eine italienische Bierbrauerei mit Sitz in Rom. Das Unternehmen gehört seit 2016 zur japanischen Brauereigruppe Asahi.

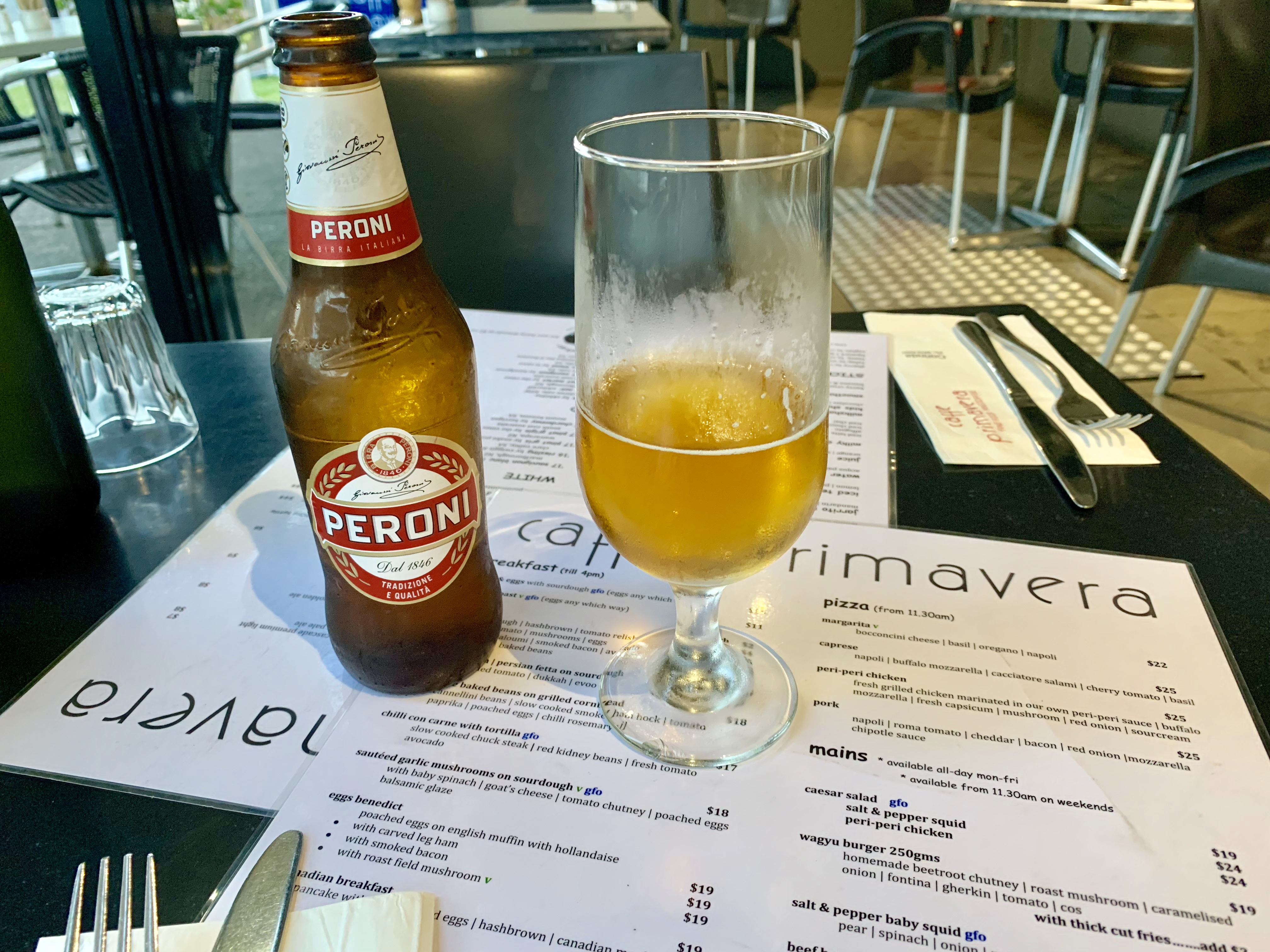
Eine Flasche Peroni

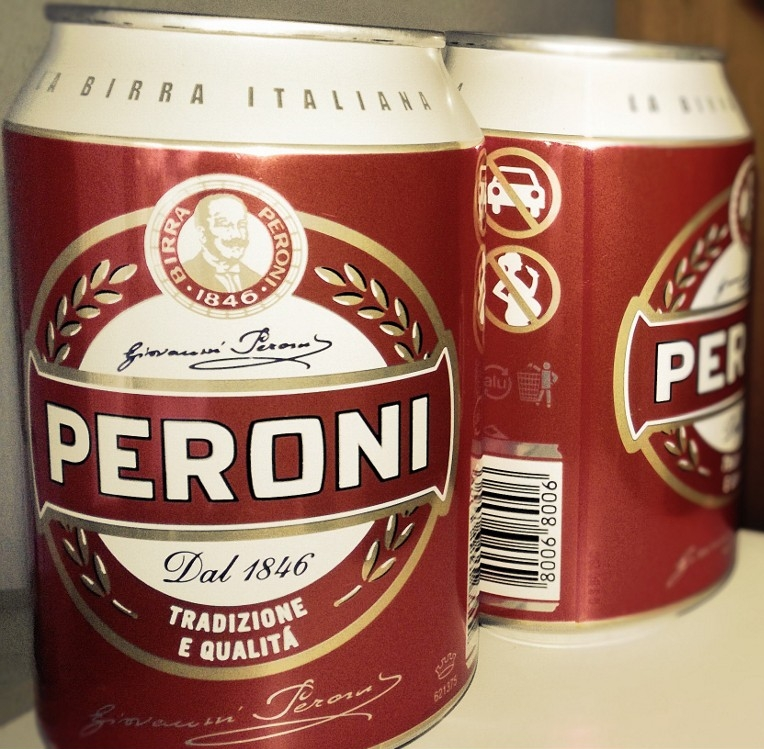
Peroni in Dosen

## Geschichte
Im Jahre 1846 wurde das Unternehmen Birra Peroni von Francesco Peroni (1818–1894) in Vigevano gegründet. 1864 wurde eine zweite Brauerei in der Nähe von Rom eröffnet. Die Brauerei wurde in den 1950er Jahren überregional bekannt und konnte sich am italienischen Markt etablieren.
Die Brauerei Birra Raffo wurde 1961 aufgekauft. 1963 wurde durch den Neffen Francesco Peronis, Carlo Peroni, ein neuartiges Bier gebraut, das Nastro Azzurro getauft wurde. Das Besondere an diesem Bier war, dass ein Viertel des Getreides in der Originalrezeptur durch italienischen Mais ersetzt wurde. Dieser Mais stammt aus der norditalienischen Region um Nostrano, in der Nähe von Bergamo.
2003 wurde Birra Peroni von der SABMiller-Gruppe übernommen. 2016 unterzeichneten SABMiller und die japanische Brauereigruppe Asahi einen Vertrag, in dem bestimmt wird, dass Asahi die Marken Peroni, Grolsch und Meantime übernimmt. Der Verkauf wurde mit der Fusion von Anheuser-Busch InBev und SABMiller im Oktober 2016 vollzogen.

## Standorte
Die Verwaltung der Brauerei befindet sich in Rom. Gebraut wird an den drei Standorten Rom, Padua und Bari sowie (laut Angabe auf dem Etikett) in der tschechischen Republik. Des Weiteren betreibt Peroni eine eigene Mälzerei in Pomezia.

## Biermarken

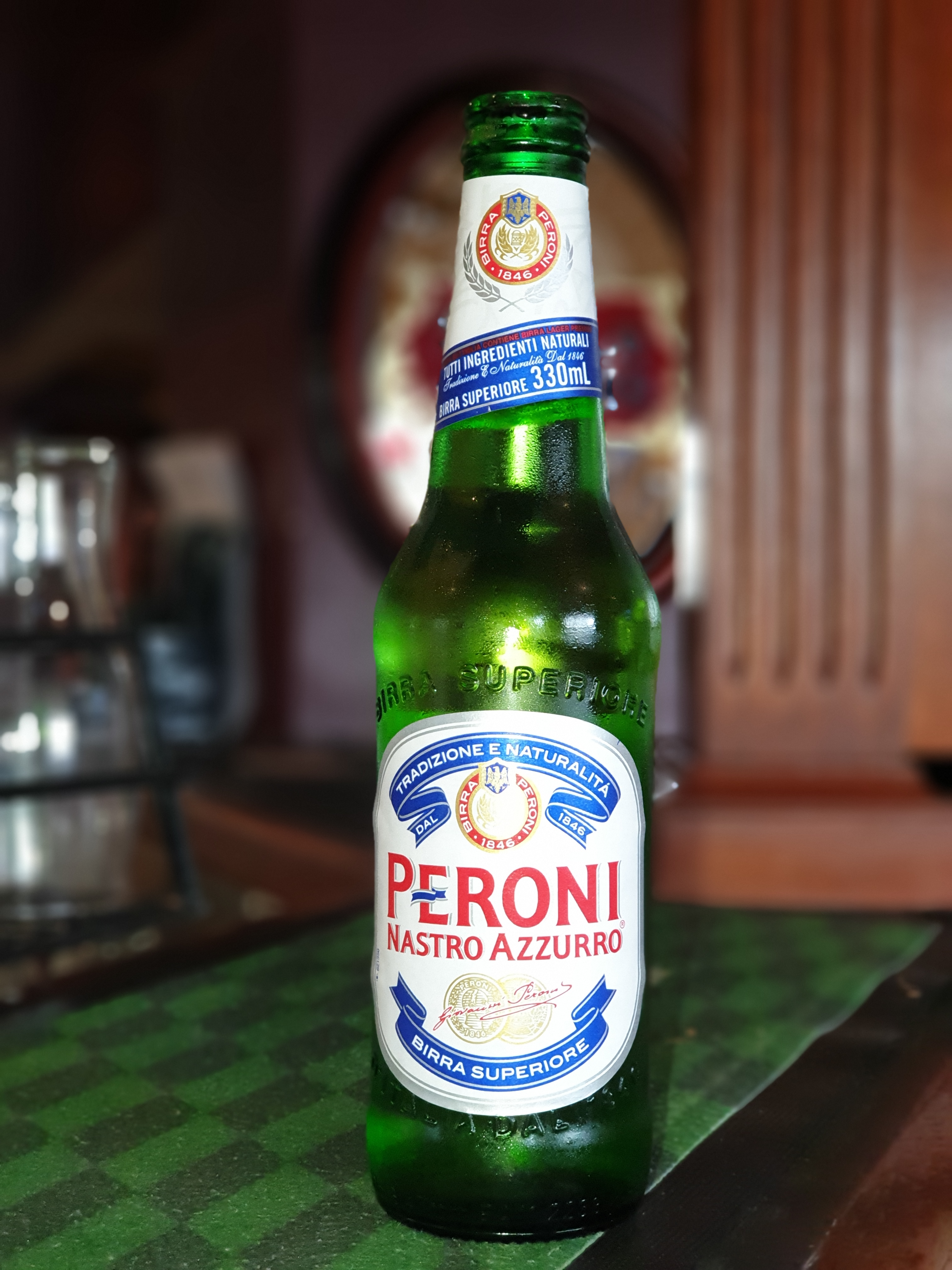
Eine Flasche Peroni Nastro Azzurro

Das Unternehmen produziert und vertreibt Biere unter folgenden Marken:
- Peroni, seit 1846
- Peroni Nastro Azzurro, seit 1963
- Peroncino
- Raffo, seit 1961
- Birra Napoli
- Itala Pilsen, seit 1970
- Wührer, seit 1988